# العلاقات الكويتية الكازاخستانية
العلاقات الكويتية الكازاخستانية هي العلاقات الثنائية التي تجمع بين الكويت وكازاخستان.

## مقارنة بين البلدين
هذه مقارنة عامة ومرجعية للدولتين:
| وجه المقارنة                                              | الكويت        | كازاخستان                      |
| --------------------------------------------------------- | ------------- | ------------------------------ |
| المساحة (كم2)                                             | 17.82 ألف     | 2.72 مليون                     |
| عدد السكان (نسمة)                                         | 4.14 مليون    | 17.95 مليون                    |
| الكثافة السكانية (ن./كم²)                                 | 232.32        | 6.6                            |
| العاصمة                                                   | مدينة الكويت  | نور سلطان                      |
| اللغة الرسمية                                             | اللغة العربية | اللغة القازاقية، اللغة الروسية |
| العملة                                                    | دينار كويتي   | تينغ كازاخستاني                |
| الناتج المحلي الإجمالي (بليون دولار)                      | 120.13 مليار  | 159.41 مليار                   |
| الناتج المحلي الإجمالي (تعادل القوة الشرائية) بليون دولار | 290.53 مليار  | 439.39 مليار                   |
| الناتج المحلي الإجمالي الاسمي للفرد دولار أمريكي          | 29.30 ألف     | 10.51 ألف                      |
| الناتج المحلي الإجمالي للفرد دولار أمريكي                 | 73.25 ألف     | 24.23 ألف                      |
| مؤشر التنمية البشرية                                      | 0.816         | 0.788                          |
| رمز المكالمات الدولي                                      | +965          | +7                             |
| رمز الإنترنت                                              | .kw           | .kz، .қаз ‏                     |
| المنطقة الزمنية                                           | ت ع م+03:00   | ت ع م+05:00، ت ع م+06:00       |

## منظمات دولية مشتركة
يشترك البلدان في عضوية مجموعة من المنظمات الدولية، منها:
| علم المنظمة | اسم المنظمة                               | تاريخ انضمام الكويت | تاريخ انضمام كازاخستان |
| ----------- | ----------------------------------------- | ------------------- | ---------------------- |
|             | منظمة التعاون الإسلامي                    | ?                   | ?                      |
|             | الاتحاد البريدي العالمي                   | ?                   | ?                      |
|             | يونسكو                                    | 18 نوفمبر 1960      | 22 مايو 1992           |
|             | البنك الدولي للإنشاء والتعمير             | 13 سبتمبر 1962      | 23 يوليو 1992          |
|             | وكالة ضمان الاستثمار متعدد الأطراف        | 12 أبريل 1988       | 12 أغسطس 1993          |
|             | الاتحاد الدولي للاتصالات                  | 14 أغسطس 1959       | 23 فبراير 1993         |
|             | منظمة الشرطة الجنائية الدولية             | ?                   | ?                      |
|             | مؤسسة التمويل الدولية                     | 13 سبتمبر 1962      | 30 سبتمبر 1993         |
|             | الأمم المتحدة                             | 14 مايو 1963        | 2 مارس 1992            |
|             | مؤسسة التنمية الدولية                     | 13 سبتمبر 1962      | 23 يوليو 1992          |
|             | منظمة حظر الأسلحة الكيميائية              | ?                   | ?                      |
|             | المركز الدولي لتسوية المنازعات الاستشارية | 4 مارس 1979         | 21 أكتوبر 2000         |

## وصلات خارجية
- موقع وزارة الخارجية الكويتية
- موقع وزارة الخارجية الكازاخستانية